# Spiris
Spiris é um gênero de traça pertencente à família Arctiidae.